# Gerichtsverfassungsrecht

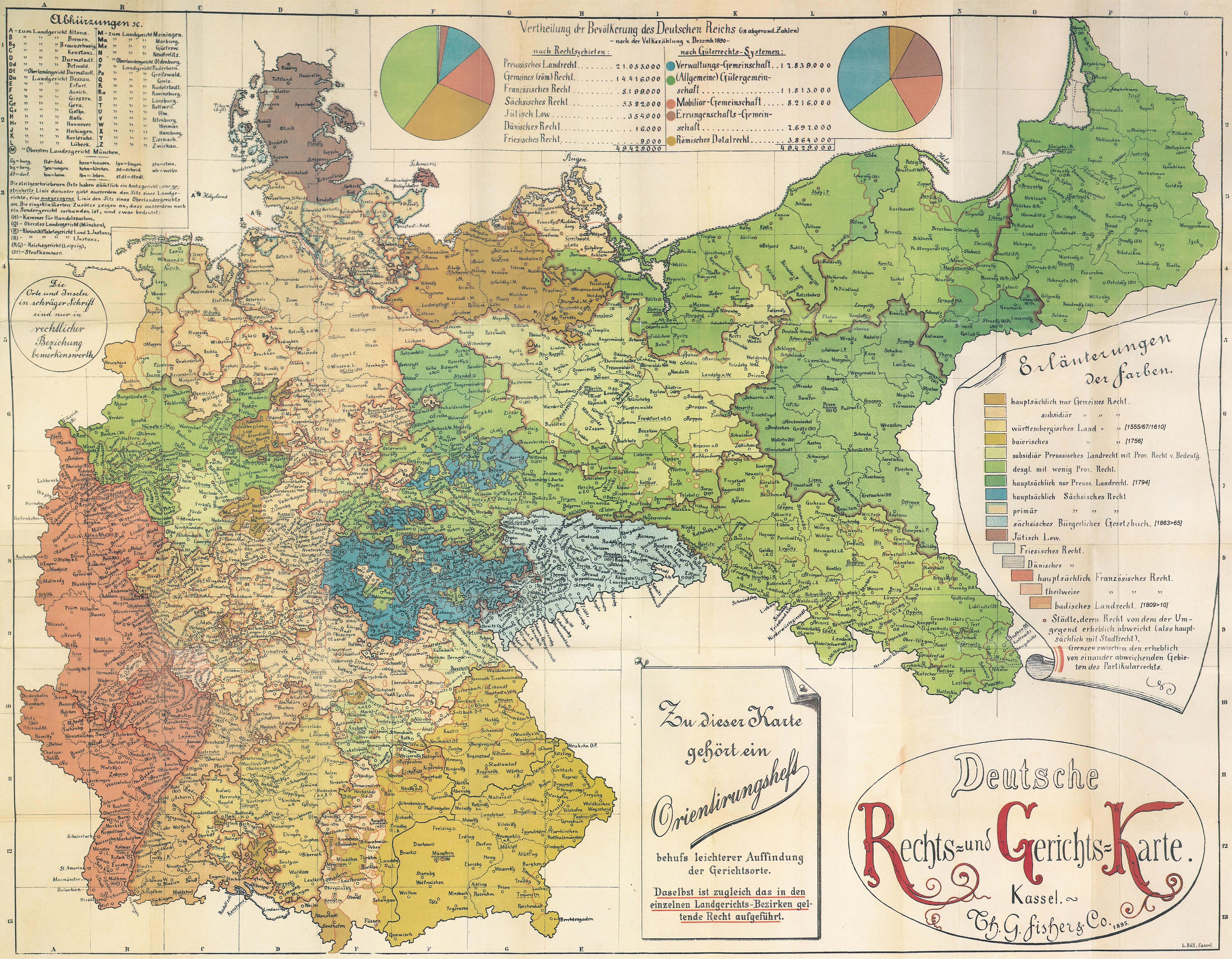
Deutsche Rechts- und Gerichtskarte (1895)

## Deutschland
Das Gerichtsverfassungsrecht regelt in Deutschland die Einrichtung, den Aufbau, die Zuständigkeit und die Koordination unter den Gerichten im Einzelnen.
Mit Einführung der Reichsjustizgesetze 1879 wurde das deutsche Partikularrecht auch und im Besonderen in der Gerichtsverfassung aufgehoben. Dabei blieb die Gerichtsverfassung in den folgenden Jahrzehnten wenig Änderungen unterworfen.
Das Gerichtsverfassungsrecht in der Bundesrepublik Deutschland ist eine verstreut geregelte Rechtsmaterie. Eine gewisse Konzentration ist allein im Gerichtsverfassungsgesetz (GVG) für die ordentliche Gerichtsbarkeit (streitige Zivil- und Strafgerichtsbarkeit) umgesetzt worden. Die übrigen Vorschriften der Gerichtsverfassung finden sich in der Regel in den einzelnen Prozessordnungen, die auch auf das GVG verweisen.

### Aufbau
Aus der verfassungsrechtlichen Vorgabe des Art. 95 GG an den Gesetzgeber, bestimmte oberste Gerichtshöfe des Bundes zu schaffen, wird geschlussfolgert, dass die Gerichtsbarkeit in Deutschland in die ordentliche, Arbeits-, Verwaltungs-, Sozial- und Finanzgerichtsbarkeit unterteilt ist.
Ob dies allein für die Bundesgerichte gilt oder auch in die im Übrigen den Ländern obliegende Ausgestaltung der Justiz gilt, ist umstritten.
Die Verfassungsgerichte, insbesondere das Bundesverfassungsgericht, sind Gerichte, die zugleich Verfassungsorgane und Gericht sind. Ihnen kommt nicht die Funktion der rechtlichen Überprüfung der übrigen Gerichte (als sog. Superrevisionsinstanz), sondern die Überprüfung der Vereinbarkeit des gesetzten und gesprochenen Rechts mit der Verfassung zu.

### Instanzenzug
In der Regel sind die Gerichtsbarkeiten mit einem dreistufigen Gerichtszug ausgestattet. Die Eingangsinstanz ist stets Tatsacheninstanz. Die zweite Instanz (oder Berufungsinstanz) dient der Überprüfung des Urteils, der tatsächliche Überprüfungsumfang ist meist beschränkt. Die dritte Instanz, die mit der Sprungrevision auch direkt aus der ersten Instanz angerufen werden kann, dient nur der Klärung, ob die erkennenden Gerichte materielles oder formelles Recht verletzt haben. In der Regel muss die Revision gegen ein Urteil zugelassen werden. Das Gericht der dritten Instanz ist häufig ein oberster Gerichtshof des Bundes (anders etwa beim Rechtsmittel der Revision gegen Berufungsurteile der Strafkammern der Landgerichte, § 121 Abs. 1 Nr. 1 lit. b GVG). Allein die Finanzgerichtsbarkeit kennt nur zwei Instanzen. Die Reduzierung des Rechtssystems auf zwei Instanzen dürfte auch im Rahmen der einfachgesetzlichen Vorgaben (insbesondere der Europäischen Menschenrechtskonvention) zulässig sein.

### Gerichtsorganisation
Bei den Gerichten sind Präsidien und Geschäftsstellen eingerichtet. Die Direktoren oder Präsidenten eines Gerichts entsprechen den Behördenleitern der öffentlichen Verwaltung. Die Präsidien (vgl. §§ 21a–21i GVG) legen z. B. die Geschäftsverteilungspläne fest. In diesen werden die innergerichtlichen Zuständigkeiten der einzelnen Richter festgelegt.
Die Zuständigkeit für einen bestimmten Prozess bestimmt sich regelmäßig nach den einzelnen Prozessordnungen. Stellt sich zu Beginn oder im Laufe des Prozesses heraus, dass der Streitstoff vor ein anderes Gericht gehört, so kann nach §§ 17a, 17b GVG die Sache an das zuständige Gericht verwiesen werden.

### Verletzung des Gerichtsverfassungsrechts
Verletzungen des Gerichtsverfassungsrecht sind in der Regel als Verletzungen des formellen Rechts aufzufassen und mit der Revision angreifbar. Ist weder die Revision noch die Gehörsrüge möglich, bietet sich nur noch die Möglichkeit, Verfassungsbeschwerde beim Bundesverfassungsgericht (BVerfG) zu erheben, da der Anspruch auf rechtliches Gehör oder der Anspruch auf den gesetzlichen Richter verletzt sein könnte.

### Anhang: Gerichte im Deutschen Bund
Stand: 1856
| Staat                     | Oberappellationsgericht (OAG)                     | Appellationsgerichte | Untergerichte |
| ------------------------- | ------------------------------------------------- | --- | --- |
| Preußen                   | Preußisches Obertribunal                          | Kammergericht Appellationsgericht Frankfurt/Oder Appellationsgericht Stettin Appellationsgericht Greifswald Appellationsgericht Köslin Appellationsgericht Breslau Appellationsgericht Glogau Appellationsgericht Ratibor Appellationsgericht Magdeburg Appellationsgericht Naumburg Appellationsgericht Halberstadt Appellationsgericht Hamm Appellationsgericht Arnsberg Appellationsgericht Münster Appellationsgericht Paderborn Justizsenat Ehrenbreitstein | Kreisgerichte (13), Stadtgericht Berlin Kreisgerichte (15) Kreisgerichte (8) Kreisgerichte (3) Kreisgerichte (9) Kreisgerichte (22), Stadtgericht Kreisgerichte (14) Kreisgerichte (16) Kreisgerichte (9), Stadt- und Kreisgericht Kreisgerichte (15) Kreisgerichte (6) Kreisgerichte (10) Kreisgerichte (6) Kreisgerichte (9) Kreisgerichte (8) Kreisgerichte (3) |
| Preußen                   | Preußisches Obertribunal                          | Appellationsgerichtshof Köln | Landgerichte (9); Friedensgerichte (125) |
| Sachsen                   | Oberappellationsgericht Dresden                   | Appellationsgericht Dresden Appellationsgericht Leipzig Appellationsgericht Zwickau Appellationsgericht Budissin | Gerichte/Ämter (29) Gerichte/Ämter (33) Gerichte/Ämter (51) Gerichte/Ämter (17) |
| Bayern                    | Oberappellationsgericht München                   | Appellationsgericht Freising Appellationsgericht Passau Appellationsgericht Amberg Appellationsgericht Neuburg Appellationsgericht Eichstätt Appellationsgericht Bamberg Appellationsgericht Aschaffenburg | Kreis- und StadtG (2); LandG (38) Kreis- und StadtG (3); LandG (28) Kreis- und StadtG (2); LandG (30) Kreis- und StadtG (3); LandG (36) Kreis- und StadtG (4); LandG (32) Kreis- und StadtG (2); LandG (31) Kreis- und StadtG (3); LandG (44) |
| Bayern                    | Oberappellationsgericht München                   | Appellationsgericht Zweibrücken | Bezirksgerichte (4); Landgerichte (31) |
| Hannover                  | Oberappellationsgericht Celle                     | Obergericht Celle Obergericht Aurich Obergericht Göttingen Obergericht Hannover Obergericht Hildesheim Obergericht Lüneburg Obergericht Meppen Obergericht Nienburg Obergericht Osnabrück Obergericht Osterode Obergericht Stade Obergericht Verden kl. Obergericht Dannenberg kl. Obergericht Goslar kl. Obergericht Hameln kl. Obergericht Lehe | Amtsgerichte (18) Amtsgerichte (13) Amtsgerichte (15) Amtsgerichte (9) Amtsgerichte (11) Amtsgerichte (9) Amtsgerichte (17) Amtsgerichte (9) Amtsgerichte (12) Amtsgerichte (11) Amtsgerichte (10) Amtsgerichte (6) Amtsgerichte (4) Amtsgerichte (9) Amtsgerichte (6), Kirchspielgerichte (19)                                                                    |
| Württemberg               | Obertribunal Stuttgart                            | Kreisgerichtshof Esslingen Kreisgerichtshof Tübingen Kreisgerichtshof Ellwangen Kreisgerichtshof Ulm | Oberamtsgerichte (18), Stadtgerichte (2) Oberamtsgerichte (17) Oberamtsgerichte (14) Oberamtsgerichte (16) |
| Baden                     | Oberhofgericht Mannheim                           | Hofgericht Mannheim Hofgericht Bruchsal Hofgericht Freiburg Hofgericht Konstanz | Bezirksämter (20) Bezirksämter (21) Bezirksämter (18) Bezirksämter (15) |
| Kurhessen                 | Oberappellationsgericht Kassel                    | Obergericht Kassel Obergericht Fulda | Justizämter (54), StadtG, KriminalG (6) Justizämter (33), KriminalG (3) |
| Hessen                    | Oberappellations- und Kassationsgericht Darmstadt | Hofgericht Darmstadt Hofgericht Gießen | Landgerichte (17), Stadtgericht Darmstadt Landgerichte (23), Stadtgericht Gießen |
| Hessen                    | Oberappellations- und Kassationsgericht Darmstadt | Obergericht Mainz | Bezirksgerichte (2); Friedensgerichte (12) |
| Hessen-Homburg            | Oberappellations- und Kassationsgericht Darmstadt | Regierungskanzlei Homburg Justizkanzlei Meisenheim | Justizamt Homburg Oberamt Meisenheim |
| Nassau                    | Oberappellationsgericht Wiesbaden                 | Hof- und AppellationsG Wiesbaden Hof- und AppellationsG Dillenburg | Justizämter (14) Justizämter (14) |
| Mecklenburg-Schwerin      | Oberappellationsgericht Rostock                   | Justizkanzlei Schwerin Justizkanzlei Güstrow Justizkanzlei Rostock Obergericht Rostock Obergericht Wismar | Amtsgerichte u. a. |
| Mecklenburg-Strelitz      | Oberappellationsgericht Rostock                   | Justizkanzlei Neustrelitz | Amts-/Stadtgerichte (14) |
| Oldenburg                 | Oberappellationsgericht Oldenburg                 | Justizkanzlei Oldenburg Justizkanzlei Eutin Justizsenat Birkenfeld | Landgerichte (8); Ämter (28) Ämter (2), Stadtgericht Ämter (3) |
| Sachsen-Weimar-Eisenach   | Oberappellationsgericht Jena                      | Appellationsgericht Eisenach | Kreisgerichte (5); Justizämter (29) |
| Schwarzburg-Rudolstadt    | Oberappellationsgericht Jena                      | Appellationsgericht Eisenach | Kreisgerichte (2); Justizämter (7) |
| Schwarzburg-Sondershausen | Oberappellationsgericht Jena                      | Appellationsgericht Eisenach | Kreisgerichte (2); Justizämter (8) |
| Anhalt-Dessau-Köthen      | Oberappellationsgericht Jena                      | Oberlandesgericht Dessau | Kreisgerichte (3) |
| Sachsen-Coburg und Gotha  | Oberappellationsgericht Jena                      | Justizkollegium Coburg Justizkollegium Gotha | Justizämter (5), Stadtgerichte (4) Justizämter u. a. (15) |
| Sachsen-Altenburg         | Oberappellationsgericht Jena                      | Appellationsgericht Altenburg | KriminalG (2), StadtG, Gerichtsämter (8) |
| Sachsen-Meiningen         | Oberappellationsgericht Jena                      | Appellationsgericht Hildburghausen | Kreisgerichte (5) |
| Reuß ä.L.                 | Oberappellationsgericht Jena                      | Regierung Greitz | Justizämter (5) u. a. |
| Reuß j.L.                 | Oberappellationsgericht Jena                      | Appellationsgericht Gera | Justizämter u. a. (7), Kriminalgerichte (3) |
| Anhalt-Bernburg           | (ehemals Oberappellationsgericht Zerbst)          | Appellationsgericht Bernburg | Kreisgerichte (2) |
| Holstein                  | Oberappellationsgericht Kiel                      | Landgericht Glückstadt u. a. (7) | Justizämter u. a. (30) |
| Lauenburg                 | Oberappellationsgericht Kiel                      | Hofgericht Lauenburg | Justizämter (4), Magistrate (3) u. a. |
| Braunschweig              | (ehemals Oberappellationsgericht Wolfenbüttel)    | Obergericht Wolfenbüttel | Kreisgerichte (6); Amts-/Stadtgerichte (25) |
| Waldeck-Pyrmont           | (ehemals Oberappellationsgericht Wolfenbüttel)    | Obergericht Korbach | Kreisgerichte (4) |
| Lippe                     | Oberappellationsgericht Wolfenbüttel              | Hofgericht Detmold | Justizämter (14), Magistrate (6) |
| Schaumburg-Lippe          | Oberappellationsgericht Wolfenbüttel              | Justizkanzlei Bückeburg | Justizämter (3), Stadtmagistrate (3) |
| Lübeck                    | Oberappellationsgericht Lübeck                    | Obergericht Lübeck | Stadt- bzw. Landgericht |
| Bremen                    | Oberappellationsgericht Lübeck                    | Obergericht Bremen | Untergericht, Kriminalgericht; Ämter (2) |
| Hamburg                   | Oberappellationsgericht Lübeck                    | Obergericht Hamburg | Niedergericht; Stadtpräturen (2) |
| Frankfurt a. M.           | Oberappellationsgericht Lübeck                    | Appellationsgericht Frankfurt a. M. | Stadtgericht; Stadt- bzw. Land-Justizamt |
| Österreich                | Oberster Gerichtshof Wien                         | Oberlandesgericht Wien Oberlandesgericht Graz Oberlandesgericht Innsbruck Oberlandesgericht Prag Oberlandesgericht Brünn Oberlandesgericht Triest | Landes-/KreisG (10); BezirksG/Ä (132) Landes-/KreisG (6); BezirksG/Ä (123) Landes-/KreisG (5); BezirksG/Ä (71) Landes-/KreisG (15); BezirksG/Ä (209) Landes-/KreisG (8); BezirksG/Ä (101) Landes-/KreisG (3); BezirksG/Ä (24) |
| Liechtenstein             | –                                                 | Oberlandesgericht Innsbruck | Oberamt Vaduz |

## Schweiz

### Rechtsetzung
Das schweizerische Gerichtsverfassungsrecht wird teilweise durch Bundesgesetze wie die Schweizerische Zivilprozessordnung und die Schweizerische Strafprozessordnung bestimmt, zum großen Teil jedoch werden die Organisation der Gerichte und der Schlichtungsbehörden sowie deren sachliche und funktionelle Zuständigkeit durch kantonales Recht geregelt.
Im Zusammenhang mit dem Inkrafttreten der neuen Prozessordnungen im Jahr 2011, mit der das bisherige kantonale Prozessrecht durch Bundesrecht ersetzt wurde, haben alle Kantone ihre Gerichtsorganisations- oder Justizgesetze totalrevidiert.

### Instanzenzug
Der Gerichtszug umfasst auf kantonaler Ebene durchwegs zwei Instanzen – siehe Bezirksgericht (Schweiz) und Obergericht (Schweiz) –, denen in zivilen Streitfragen eine Schlichtungsbehörde vorangestellt ist. Dritte und letzte Instanz ist das Bundesgericht; bisherige in einigen Kantonen noch existierende Kassationsgerichte sind mit dem Inkrafttreten der neuen Bundesprozessordnungen 2011 hinfällig geworden. Auch die wenigen 2010 noch vorhandenen Geschworenengerichte wurden aufgehoben (außer im Kanton Tessin), da das neue Bundesprozessrecht keine Prozesse nach dem Unmittelbarkeitsprinzip vorsieht.
Siehe auch Judikative der Schweiz.

### Tabelle
| Bereich                | untere Gerichte | obere Gerichte                                                                           | Quelle                                                       |
| ---------------------- | --- | ---------------------------------------------------------------------------------------- | ------------------------------------------------------------ |
| Schweiz                | Bundesstrafgericht (BStGer, Bellinzona) Bundesverwaltungsgericht (BVGer, St. Gallen) Bundespatentgericht (BPGer, St. Gallen) | Bundesgericht (BGer, Lausanne/Luzern)                                                    | ch.ch SR 101 Art. 188 ff.                                    |
| Zürich                 | Bezirksgericht (12) | Obergericht (Zürich) Verwaltungsgericht (Zürich) Sozialversicherungsgericht (Winterthur) | gerichte-zh.ch GOG, LS 211.1 VRG, LS 175.2 GSVGer, LS 212.81 |
| Schaffhausen           | Kantonsgericht | Obergericht (Schaffhausen)                                                               | sh.ch JG, SHR 173.200                                        |
| Thurgau                | Bezirksgericht (5) | Obergericht (Frauenfeld) Verwaltungsgericht (Weinfelden)                                 | tg.ch ZSRG, RB 271.1                                         |
| St. Gallen             | Kreisgericht (7) | Kantonsgericht (St. Gallen) Verwaltungsgericht Versicherungsgericht                      | sg.ch GerG, sGS 941.1                                        |
| Appenzell Ausserrhoden | Kantonsgericht | Obergericht (Trogen)                                                                     | ar.ch JG, bGS 145.31                                         |
| Appenzell Innerrhoden  | Bezirksgericht (2) | Kantonsgericht (Appenzell)                                                               | ai.ch GOG, GS 173.000                                        |
| Glarus                 | Kantonsgericht | Obergericht (Glarus) Verwaltungsgericht                                                  | gl.ch GOG, GS III A/2                                        |
| Graubünden             | Regionalgericht (11) | Kantonsgericht (Chur) Verwaltungsgericht                                                 | justiz-gr.ch GOG, BR 173.000                                 |
| Tessin                 | Pretura (10) Pretura penale; Tribunale penale cantonale                                                                      | Tribunale di appello (Lugano) Corte di appello e di revisione penale                     | ti.ch LOG, RL 177.100                                        |
| Luzern                 | Bezirksgericht (4) Arbeitsgericht Kriminalgericht                                                                            | Kantonsgericht (Luzern)                                                                  | lu.ch JusG, SRL 260                                          |
| Nidwalden              | Kantonsgericht | Obergericht (Stans) Verwaltungsgericht                                                   | nw.ch GerG, NG 261.1                                         |
| Obwalden               | Kantonsgericht | Obergericht (Sarnen) Verwaltungsgericht                                                  | ow.ch GOG, GDB 134.1                                         |
| Schwyz                 | Bezirksgericht (6) Strafgericht                                                                                              | Kantonsgericht (Schwyz) Verwaltungsgericht                                               | sz.ch JG, SRSZ 231.110                                       |
| Uri                    | Landgericht (2) | Obergericht (Altdorf)                                                                    | ur.ch GOG, RB 2.3221                                         |
| Zug                    | Kantonsgericht Strafgericht                                                                                                  | Obergericht (Zug) Verwaltungsgericht                                                     | zg.ch GOG, BGS 161.1                                         |
| Basel-Stadt            | Zivilgericht Strafgericht Sozialversicherungsgericht                                                                         | Appellationsgericht (Basel)                                                              | bs.ch GOG, SG 154.100                                        |
| Basel-Landschaft       | Zivilkreisgericht (2) Strafgericht Steuer- und Enteignungsgericht                                                            | Kantonsgericht (Liestal)                                                                 | bl.ch GOG, SGS 170                                           |
| Aargau                 | Bezirksgericht (11) Spezialverwaltungsgericht                                                                                | Obergericht (Aarau)                                                                      | ag.ch GOG, SAR 155.200                                       |
| Solothurn              | Amtsgericht (5) | Obergericht (Solothurn) Steuergericht                                                    | so.ch GO, BGS 125.12                                         |
| Bern                   | Regionalgericht (4) Wirtschaftsstrafgericht                                                                                  | Obergericht (Bern) Verwaltungsgericht                                                    | be.ch GSOG, BSG 161.1                                        |
| Jura                   | Tribunal de première instance                                                                                                | Tribunal cantonal (Pruntrut)                                                             | jura.ch LOJ, RSJU 181.1                                      |
| Neuenburg              | Tribunal régional (2) | Tribunal cantonal (Neuenburg)                                                            | ne.ch OJN, RSN 161.1                                         |
| Freiburg               | Bezirksgericht / Tribunal d'arrondissement (7) Wirtschaftsstrafgericht / Tribunal pénal économique                           | Kantonsgericht / Tribunal cantonal (Freiburg)                                            | fr.ch JG, SGF 130.1                                          |
| Waadt                  | Tribunal d’arrondissement (4)                                                                                                | Tribunal cantonal (Lausanne)                                                             | vd.ch LOJV, RSV 173.01                                       |
| Genf                   | Tribunal civil de première instance Tribunal des prud’hommes Tribunal criminel Tribunal administratif de première instance   | Cour de justice (Genf)                                                                   | ge.ch LOJ, RSG E 2 05                                        |
| Wallis                 | Bezirksgericht / Tribunal de district (9) Kreisgericht / Tribunal d'arrondissement (3)                                       | Kantonsgericht / Tribunal cantonal (Sitten)                                              | vs.ch RPflG, SGS 173.1                                       |

## Österreich
→ Zu Österreich siehe Gerichtsorganisation in Österreich.